# Narutomaki

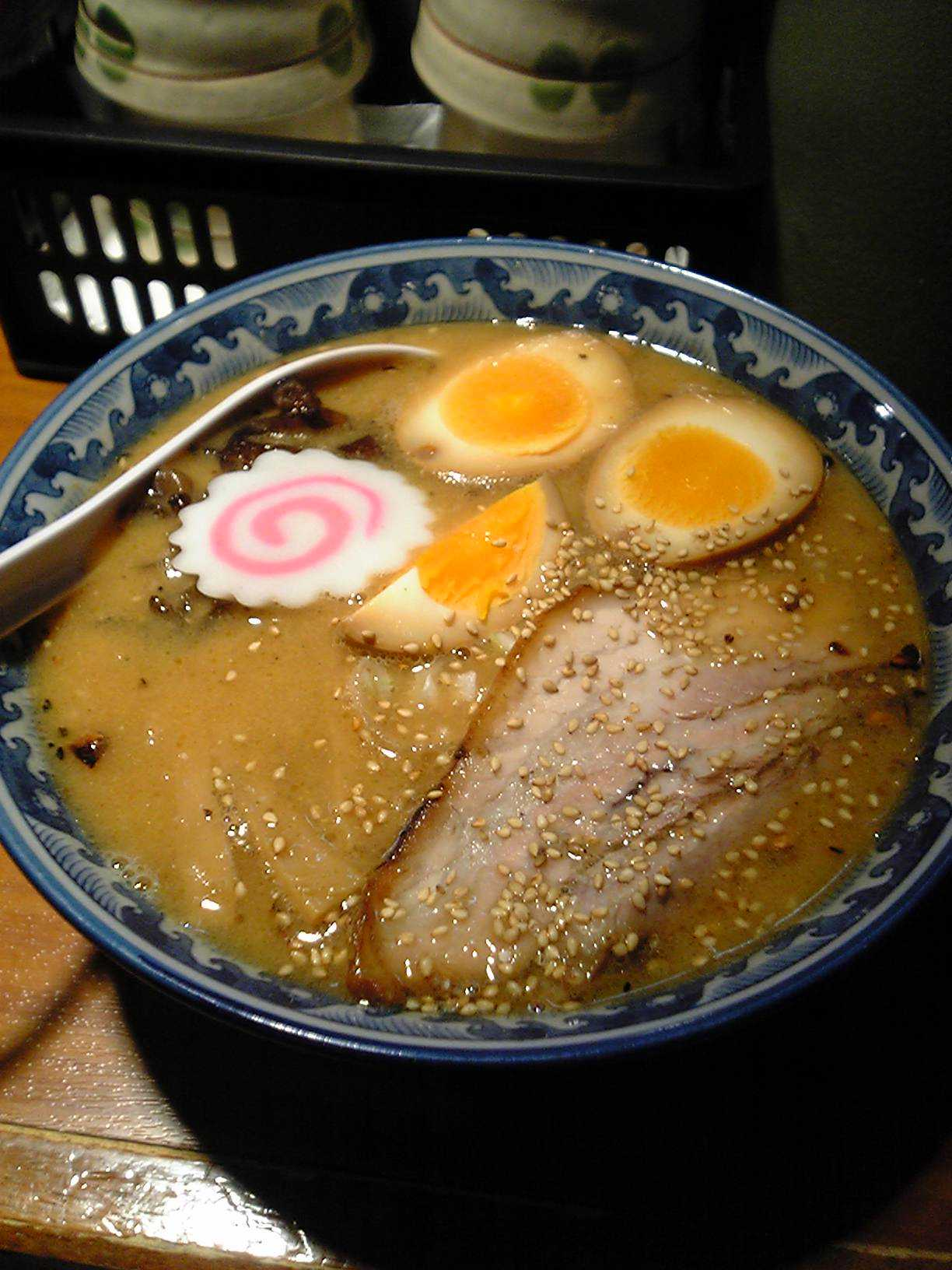
Narutomaki (phía trên bên trái) phục vụ với miso ramen

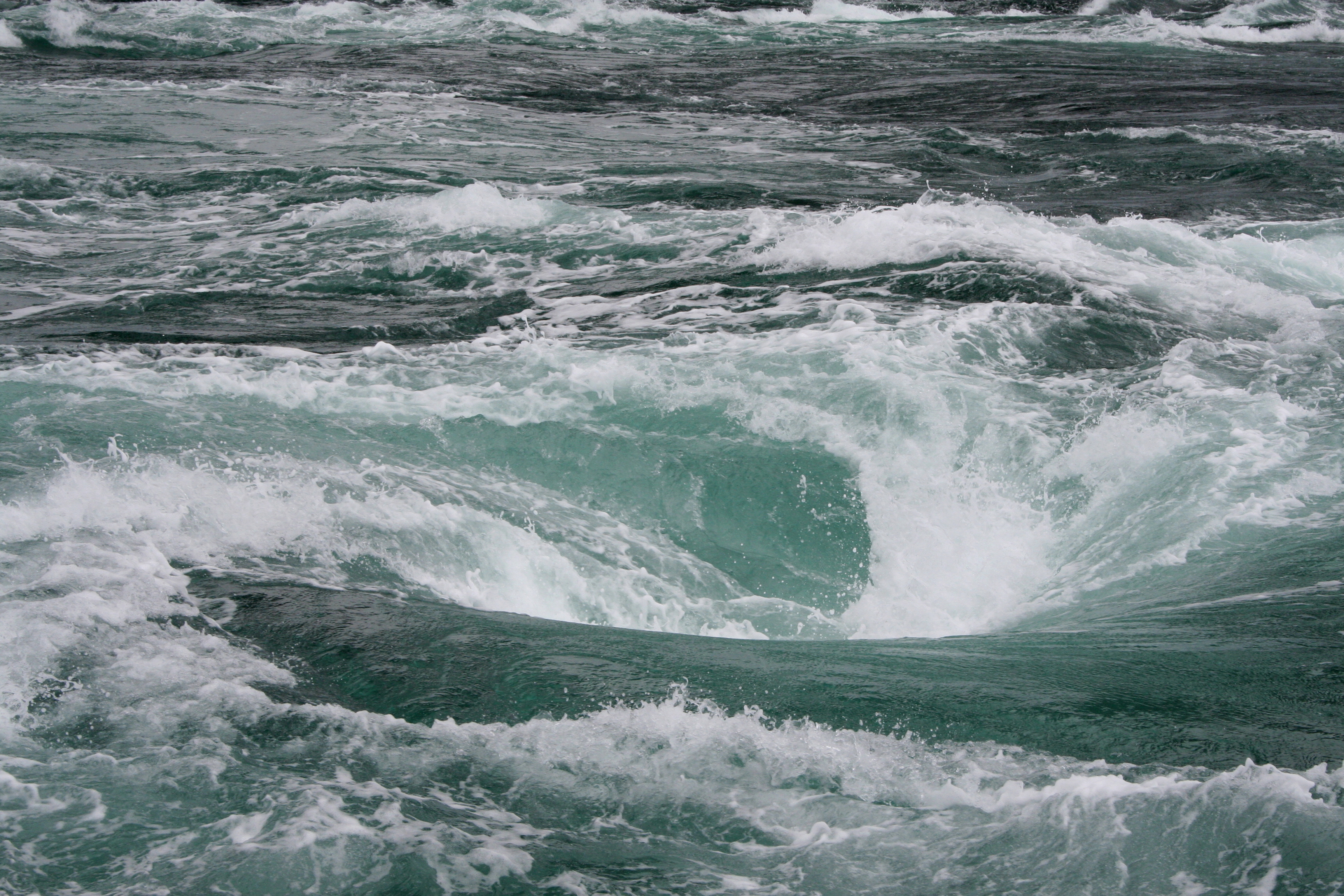
Xoáy nước Naruto (naruto no uzushio)

Narutomaki (鳴門巻き/なると巻き) hay naruto (ナルト/なると) là một loại kamaboko hoặc surimi được sản xuất tại Nhật Bản. Mỗi lát naruto có hình xoắn ốc màu hồng hoặc đỏ, giống với xoáy nước Naruto ở eo biển Naruto giữa đảo Awaji và Naruto, Tokushima trên đảo Shikoku, Nhật Bản.

## Sản xuất
Thành phố Yaizu, Shizuoka được biết đến là nơi sản xuất naruto.

## Sử dụng
Naruto là thành phần phổ biến trên các món mì Nhật Bản như ramen kiểu Tokyo. Ở một số vùng của Nhật Bản, cũng được sử dụng như một thành phần của oden và nimono.